# デニス・デューガン
デニス・デューガン（Dennis Dugan, 1946年9月5日 - ）は、アメリカ合衆国の映画監督、コメディアン、俳優である。監督映画にはコメディ俳優のアダム・サンドラーが出演することで知られる。

## 私生活
1973年に女優のジョイス・ヴァン・パタンと結婚するも1987年に離婚した。現在はシャロン・オコナーと結婚している。

## 主なフィルモグラフィ

### 映画
- ナイトムーブス Night Moves (1975) 出演
- ハウリング The Howling (1981) 出演
- キャント・バイ・ミー・ラブ Can't Buy Me Love (1987) 出演
- バックマン家の人々 Parenthood (1988) 出演
- プロブレム・チャイルド/うわさの問題児 Problem Child (1990) 監督・出演
- 大錯乱 Brain Donors (1992) 監督
- ボクはむく犬1994 The Shaggy Dog (1994) 監督
- 俺は飛ばし屋/プロゴルファー・ギル Happy Gilmore (1996) 監督・出演
- ビバリーヒルズ・ニンジャ Beverly Hills Ninja (1997) 監督
- ビッグ・ダディ Big Daddy (1999) 監督・出演
- マテリアル・ウーマン Saving Silverman (2001) 監督・出演（クレジット無し）
- ナショナル・セキュリティ National Security (2003) 監督
- メリー・ゴースト・クリスマス Karroll's Christmas (2004) テレビ映画、監督・出演
- がんばれ!ベンチウォーマーズ The Benchwarmers (2006) 監督・出演
- チャックとラリー おかしな偽装結婚!? I Now Pronounce You Chuck and Larry (2007) 監督・出演
- エージェント・ゾーハン You Don't Mess with the Zohan (2008) 監督・出演
- アダルトボーイズ青春白書 Grown Ups (2010) 監督・出演
- ウソツキは結婚のはじまり  Just Go with It (2011) 監督
- ジャックとジル Jack & Jill (2011) 監督・出演
- アダルトボーイズ遊遊白書 Grown Ups 2 (2013) 監督

### テレビシリーズ
- 刑事コロンボ Columbo
  - 第37話「さらば提督」 "Last Salute to the Commodore" (1976) 出演（シオドア・アルビンスキー刑事）
  - 第63話「4時02分の銃声」 "Butterfly in Shades of Grey" (1994) 監督
- ヒルストリート・ブルース Hill Street Blues
  - 第2シーズン第8話「スーパーマン」 "The World According to Freedom" (1982) 監督
  - 第2シーズン第9話「衝突」 "Pestolozzi's Revenge" (1982) 監督
  - 第2シーズン第10話「野犬狩り」 "The Spy Who Came in from Delgado" (1982) 監督
  - 第2シーズン第11話「悪徳警官」 "Frreedom's Last Stand" (1982) 監督
- こちらブルームーン探偵社 Moonlighting
  - "Tracks of My Tears" (1988) 出演
  - "Maddie Hayes Got Married" (1988) 出演
  - "And the Flesh Was Made Word" (1988) 出演
  - "Between a Yuk and a Hard Place" (1988) 監督
  - "Take My Wife, for Example" (1989) 監督
  - "Those Lips, Those Lies" (1989) 監督
  - "When Girls Collide" (1989) 監督
  - "Lunar Eclipse" (1989) 監督
- NYPDブルー NYPD Blue
  - 第1シーズン第9話「冷酷」 "Ice Follies" (1993) 監督
  - 第2シーズン第6話「依頼」 "The Final Adjustment" (1994) 監督
  - 第5シーズン第4話 "The Truth is Out There" (1997) 監督
  - 第5シーズン第7話 "Sheedy Dealings" (1997) 監督
  - 第11シーズン第4話 "Porn Free" (2003) 監督
  - 第11シーズン第13話 "Take My Wife, Please" (2004) 監督
- アリー my Love Ally McBeal
  - 第1シーズン第21話「また独りぼっち」 "Alone Again" (1998) 監督